# Echo & the Bunnymen
Echo & the Bunnymen é uma banda britânica de rock formada em Liverpool em 1978. O formação original contava com o vocalista Ian McCulloch, o guitarrista Will Sergeant e o baixista Les Pattinson. Em 1980, Pete de Freitas se uniu como baterista.
Seu álbum de estreia de 1980, Crocodiles, chegou ao top 20 na UK Albums Chart. Após o lançamento de seu segundo álbum, Heaven Up Here em 1981, a banda alcançou a fama no Reino Unido em 1983, quando lançaram o single top 10 "The Cutter", e o álbum de onde a canção fazia parte, Porcupine, chegou à segunda posição. Ocean Rain (1984), eles mantiveram o sucesso nas paradas com o single "The Killing Moon" que também ficou entre as dez mais ouvidas.
Após lançarem um álbum auto-intitulado em 1987, McCulloch deixou a banda e foi substituído por Noel Burke. Em 1989, Freitas morreu em um acidente de motocicleta. Depois de trabalharem juntos em Electrafixion, McCulloch e Sergeant reuniram-se com Pattinson em 1997 e voltaram com o Echo & the Bunnymen, antes da saída do último em 1998. O grupo tem feito turnês e lançou vários álbuns desde então, com níveis variados de sucesso.

## História
As origens da banda remontam ao final dos anos 1970, quando Ian McCulloch, Pete Wylie e Julian Cope formam os The Crucial Three. Em 1977, Wylie e Cope deixam o grupo para criar os The Teardrop Explodes e os Whah!, respectivamente.
Em 1978, McCulloch, juntamente com Will Sergeant, criam o duo Echo, utilizando uma caixa de ritmos em substituição da bateria. No mesmo ano, o baixista Les Pattinson junta-se à banda, e realizam o seu primeiro concerto ao vivo no clube Eric, em Liverpool, com o nome Echo & The Bunnymen.
No ano seguinte, em 1979, a banda lança o primeiro single, Pictures on My Wall, e o sucesso deste dá-lhes um contrato com a editora Korova. A velha “echo” é desativada em favor de Pete de Freitas, que entra para o grupo.
Em 1980, gravam o primeiro álbum de originais, Crocodiles que, juntamente aos dois trabalhos seguintes, Heaven Up Here (1981) e (Porcupine) (1983), traz reconhecimento à banda. Porcupine chega ao #2  das tabelas do Reino Unido.
Em (1984), o álbum Ocean Rain, com o single "The Killing Moon", entra, mais uma vez, para o Top Ten das tabelas, atingindo a quarta posição, no Reino Unido, e entrando para o Top 100, nos EUA.
Três anos depois, os Echo & The Bunnymen lançam novo álbum que atinge a posição #51 nos EUA, o melhor lugar até à data, e o quarto lugar no país natal. Alguns dos primeiros shows do novo álbum ocorrem no Brasil, em abril de 1987. As apresentações são lembradas até hoje como das melhores que passaram pelo país naquele período, e imagens da banda nas ruas do Rio de Janeiro e de shows na extinta casa carioca Canecão são utilizadas no videoclipe da faixa "The Game", que abre o disco. Outro single extraído foi "Lips Like Sugar".
No entanto, o álbum não apresenta nenhuma evolução nos trabalhos da banda, e McCulloch abandona o grupo para trabalhar a solo. Em 1989 edita Candleland, e no ano seguinte Mysterio. No mesmo ano, o baterista Pete de Freitas morre em um acidente de moto em Londres, aos 27 anos. Neste período, Noel Burke substitui McCulloch nos vocais, e lançam Reverberation.
Em 1994, McCulloch forma os Electrafixion com Will Sergeant. Mais tarde, em 1997, é a vez de Pattinson se juntar, e de novo reúnem os Echo & the Bunnymen.

## Integrantes

### Formação original (1978-1989)
- Ian McCulloch - vocal
- Will Sergeant - guitarra
- Les Pattinson - baixo
- Pete de Freitas - bateria

### Outros integrantes
- Mark Fox - bateria
- Noel Burke - vocal (em Reverberation)
- Damon Reece - bateria
- Jake Brockman - guitarra e sintetizador

## Discografia

### Álbuns de estúdio
| Título                                                       | Detalhes                                                                                           | Melhor posição paradas musicais | Melhor posição paradas musicais | Melhor posição paradas musicais | Melhor posição paradas musicais | Melhor posição paradas musicais | Melhor posição paradas musicais | Melhor posição paradas musicais | Certificação no Reino Unido |
| Título                                                       | Detalhes                                                                                           | RU                              | AUS                             | EUA                             | CAN                             | FRA                             | SUE                             | NZ                              | Certificação no Reino Unido |
| ------------------------------------------------------------ | -------------------------------------------------------------------------------------------------- | ------------------------------- | ------------------------------- | ------------------------------- | ------------------------------- | ------------------------------- | ------------------------------- | ------------------------------- | --------------------------- |
| Crocodiles                                                   | - Lançamento: 18 de julho de 1980 - Gravadora: Korova (#KODE 1) - Formatos: LP, cassete            | 17                              | —                               | —                               | —                               | —                               | —                               | 36                              | Ouro                        |
| Heaven Up Here                                               | - Lançamento: 30 de maio de 1981 - Gravadora: Korova (#KODE 3) - Formato: LP                       | 10                              | —                               | 184                             | —                               | —                               | —                               | 17                              |                             |
| Porcupine                                                    | - Lançamento: 4 de fevereiro de 1983 - Gravadora: Korova (#KODE 6) - Formato: LP                   | 2                               | 47                              | 137                             | 85                              | —                               | 24                              | 15                              | Ouro                        |
| Ocean Rain                                                   | - Lançamento: 8 de maio de 1984 - Gravadora: Korova (#KODE 8) - Formatos: LP, cassete              | 4                               | 58                              | 87                              | 41                              | —                               | 22                              | 10                              | Ouro                        |
| Echo & the Bunnymen                                          | - Lançamento: 6 de julho de 1987 - Gravadora: WEA (#WX 108) - Formatos: LP, CD                     | 4                               | 70                              | 51                              | 51                              | —                               | 22                              | 26                              | Prata                       |
| Reverberation                                                | - Lançamento: Dezembro de 1990 - Gravadora: Korova (#KODE 14) - Formatos: Cassete, CD              | 96                              | —                               | —                               | —                               | —                               | —                               | —                               |                             |
| Evergreen                                                    | - Lançamento: 14 de julho de 1997 - Gravadora: London (#828 905-2) - Formato: CD                   | 8                               | 98                              | —                               | —                               | —                               | —                               | —                               | Prata                       |
| What Are You Going to Do with Your Life?                     | - Lançamento: 16 de abril de 1999 - Gravadora: London (#556 080-2) - Formato: CD                   | 21                              | —                               | —                               | —                               | —                               | —                               | —                               |                             |
| Flowers                                                      | - Lançamento: 16 de fevereiro de 2001 - Gravadora: Cooking Vinyl (#COOK 208) - Formatos: CD, LP    | 56                              | —                               | —                               | —                               | —                               | —                               | —                               |                             |
| Siberia                                                      | - Lançamento: 20 de setembro de 2005 - Gravadora: Cooking Vinyl (#COOK CD 297) - Formato: CD       | 83                              | —                               | —                               | —                               | 161                             | —                               | —                               |                             |
| The Fountain                                                 | - Lançamento: 12 de outubro de 2009 - Gravadora: Ocean Rain (#OCEAN001CD) - Formatos: CD, download | 63                              | —                               | —                               | —                               | 176                             | —                               | —                               |                             |
| Meteorites                                                   | - Lançamento: 26 de maio de 2014 - Gravadora: 429 Records - Formatos: CD, download                 | 37                              | —                               | 138                             | —                               | —                               | —                               | —                               |                             |
| The Stars, The Oceans & The Moon                             | - Lançamento: 5 de outubro de 2018 - Gravadora: BMG - Formatos: CD, download                       | 11                              | —                               | —                               | —                               | —                               | —                               | —                               |                             |
| "—" indica lançamentos que não chegaram às paradas musicais. | |                                 |                                 |                                 |                                 |                                 |                                 |                                 |                             |

### Extended plays
| Título                                                       | Detalhes                                                                                        | Melhor posição paradas musicais | Melhor posição paradas musicais | Melhor posição paradas musicais | Notas                                                                   |
| Título                                                       | Detalhes                                                                                        | RU                              | IRL                             | NZ                              | Notas                                                                   |
| ------------------------------------------------------------ | ----------------------------------------------------------------------------------------------- | ------------------------------- | ------------------------------- | ------------------------------- | ----------------------------------------------------------------------- |
| Shine So Hard                                                | - Lançamento: 10 de abril de 1981 - Gravadora: Korova (#ECHO 1) - Formatos: vinil, cassete      | 37                              | —                               | 26                              |                                                                         |
| The Sound of Echo                                            | - Lançamento: Fevereiro de 1984 - Gravadora: Korova (#9239871) - Formato: vinil                 | —                               | —                               | —                               | Também conhecida como The Echo and the Bunnymen EP e The Never Stop EP. |
| Life at Brian's – Lean and Hungry                            | - Lançamento: 6 de julho de 1984 - Gravadora: Korova (#KOW 35F) - Formato: vinil                | 16                              | 10                              | —                               | Edição especial limitada do single "Seven Seas".                        |
| The Peel Sessions                                            | - Lançamento: 1988 - Gravadora: Strange Fruit Records (#SFPS060) - Formatos: vinil, cassete, CD | —                               | —                               | —                               |                                                                         |
| New Live and Rare                                            | - Lançamento: 1988 - Gravadora: WEA (#22P2-2155) - Formato: CD                                  | —                               | —                               | —                               |                                                                         |
| World Tour E.P.                                              | - Lançamento: 1997 - Gravadora: PolyGram (#POCD1270) - Formato: CD                              | —                               | —                               | —                               |                                                                         |
| Avalanche                                                    | - Lançamento: Outubro de 2000 - Gravadora: Gimme Music (#ECHO1) - Formato: CD                   | —                               | —                               | —                               |                                                                         |
| Live from Glasgow                                            | - Lançamento: 12 de outubro de 2009 - Gravadora: Ocean Rain - Formato: Download                 | —                               | —                               | —                               |                                                                         |
| "—" indica lançamentos que não chegaram às paradas musicais. |                                                                                                 |                                 |                                 |                                 |                                                                         |

### Singles
| Ano  | Single                               | Melhor posição paradas musicais | Melhor posição paradas musicais | Melhor posição paradas musicais | Melhor posição paradas musicais | Melhor posição paradas musicais | Melhor posição paradas musicais | Álbum                                    |
| Ano  | Single                               | RU                              | EUA Mod. Rock                   | Canada RPM Alt 30               | IRL                             | NZ                              | Austrália (Kent Music Report)   | Álbum                                    |
| ---- | ------------------------------------ | ------------------------------- | ------------------------------- | ------------------------------- | ------------------------------- | ------------------------------- | ------------------------------- | ---------------------------------------- |
| 1979 | "The Pictures on My Wall"            | —                               | —                               | —                               | —                               | —                               | —                               | Crocodiles                               |
| 1980 | "Rescue"                             | 62                              | —                               | —                               | —                               | —                               | —                               | Crocodiles                               |
| 1980 | "The Puppet"                         | —                               | —                               | —                               | —                               | —                               | —                               | Single sem álbum                         |
| 1981 | "A Promise"                          | 49                              | —                               | —                               | —                               | —                               | —                               | Heaven Up Here                           |
| 1981 | "Over the Wall"                      | —                               | —                               | —                               | —                               | —                               | —                               | Heaven Up Here                           |
| 1982 | "The Back of Love"                   | 19                              | —                               | —                               | 24                              | —                               | —                               | Porcupine                                |
| 1983 | "The Cutter"                         | 8                               | —                               | —                               | 10                              | 30                              | 67                              | Porcupine                                |
| 1983 | "Never Stop"                         | 15                              | —                               | —                               | 8                               | 49                              | —                               | Single sem álbum                         |
| 1984 | "The Killing Moon"                   | 9                               | —                               | —                               | 7                               | 12                              | 96                              | Ocean Rain                               |
| 1984 | "Silver"                             | 30                              | —                               | —                               | 14                              | —                               | —                               | Ocean Rain                               |
| 1984 | "Seven Seas"                         | 16                              | —                               | —                               | 10                              | —                               | —                               | Ocean Rain                               |
| 1985 | "Bring On the Dancing Horses"        | 21                              | —                               | —                               | 15                              | 31                              | 78                              | Songs to Learn & Sing                    |
| 1987 | "The Game"                           | 28                              | —                               | —                               | —                               | —                               | —                               | Echo & the Bunnymen                      |
| 1987 | "Lips Like Sugar"                    | 36                              | —                               | —                               | 24                              | 43                              | —                               | Echo & the Bunnymen                      |
| 1987 | "Bedbugs and Ballyhoo"               | —                               | —                               | —                               | —                               | —                               | —                               | Echo & the Bunnymen                      |
| 1987 | "People Are Strange"                 | 29                              | —                               | —                               | 13                              | —                               | —                               | trilha-sonora de The Lost Boys           |
| 1990 | "Enlighten Me"                       | 96                              | 8                               | —                               | —                               | —                               | —                               | Reverberation                            |
| 1991 | "Prove Me Wrong"                     | —                               | —                               | —                               | —                               | —                               | —                               | Single sem álbum                         |
| 1992 | "Inside Me, Inside You"              | —                               | —                               | —                               | —                               | —                               | —                               | Single sem álbum                         |
| 1997 | "Nothing Lasts Forever"              | 8                               | —                               | —                               | —                               | —                               | —                               | Evergreen                                |
| 1997 | "I Want to Be There (When You Come)" | 30                              | 26                              | 16                              | —                               | —                               | —                               | Evergreen                                |
| 1997 | "Don't Let It Get You Down"          | 50                              | —                               | —                               | —                               | —                               | —                               | Evergreen                                |
| 1999 | "Rust"                               | 22                              | —                               | —                               | —                               | —                               | —                               | What Are You Going to Do with Your Life? |
| 1999 | "Get in the Car"                     | —                               | —                               | —                               | —                               | —                               | —                               | What Are You Going to Do with Your Life? |
| 2001 | "It's Alright"                       | 41                              | —                               | —                               | —                               | —                               | —                               | Flowers                                  |
| 2001 | "Make Me Shine"                      | 84                              | —                               | —                               | —                               | —                               | —                               | Flowers                                  |
| 2005 | "Stormy Weather"                     | 55                              | —                               | —                               | —                               | —                               | —                               | Siberia                                  |
| 2005 | "In the Margins"                     | —                               | —                               | —                               | —                               | —                               | —                               | Siberia                                  |
| 2006 | "Scissors in the Sand"               | —                               | —                               | —                               | —                               | —                               | —                               | Siberia                                  |
| 2009 | "Think I Need It Too"                | —                               | —                               | —                               | —                               | —                               | —                               | The Fountain                             |
| 2014 | "Lovers On the Run"                  | —                               | —                               | —                               | —                               | —                               | —                               | Meteorites                               |
| 2018 | "Seven Seas (Transformed)"           | —                               | —                               | —                               | —                               | —                               | —                               | The Stars, The Ocean & The Moon          |

#### Outrossingles
| Ano  | Canção                                          | Single                                         | Notas |
| ---- | ----------------------------------------------- | ---------------------------------------------- | --- |
| 1990 | "What Time Is Love? (Echo & The Bunnymen Mix)"  | "What Time Is Love? (Remodelled & Remixed)"    | Um remix por The KLF de uma canção do Echo & the Bunnymen, lançado como single.                                                                                             |
| 1998 | "(How Does it Feel to Be) on Top of the World?" | "(How Does It Feel To Be) On Top of the World" | Canção tema da Seleção Inglesa de Futebol para a Copa do Mundo FIFA de 1998 interpretada por England United (Echo & the Bunnymen, Spice Girls, Ocean Colour Scene e Space). |